# Piz Lad
De Piz Lad (of Piz Lat) is een 2808 meter hoge berg in de Sesvennagroep op de grens tussen het Zwitserse Graubünden en het Italiaanse Zuid-Tirol. De Piz Lad is de meest noordelijke top van deze bergketen en is gelegen tussen het Inndal (Unterengadin) in het westen en de Reschenpas in het oosten. Ten zuidoosten van de bergtop bevindt zich het Reschenmeer. Naar het noorden en het westen valt de berg steil het dal in, aan de kant van het Reschenmeer kent de berg een gelijkmatigere stijging. De top ligt slechts ongeveer 750 meter ten zuiden van het op 2180 meter hoogte gelegen drielandenpunt tussen Oostenrijk, Zwitserland en Italië.
De makkelijkste beklimming van de berg loopt vanaf Reschen via de Reschener Alm (2020 meter) over een gemarkeerde klimweg. Het gipfelkreuz staat aan het noordoostelijke uiteinde van de graat op een hoogte van 2784 meter. Naar het zuidwesten toe bevinden zich dan nog twee nabijgelegen hogere punten, waarvan degene die het meest zuidwest gelegen is het hoogste punt van de berg markeert. Vanaf de Reschener Alm tot de top neemt de beklimming ongeveer tweeënhalf uur in beslag.

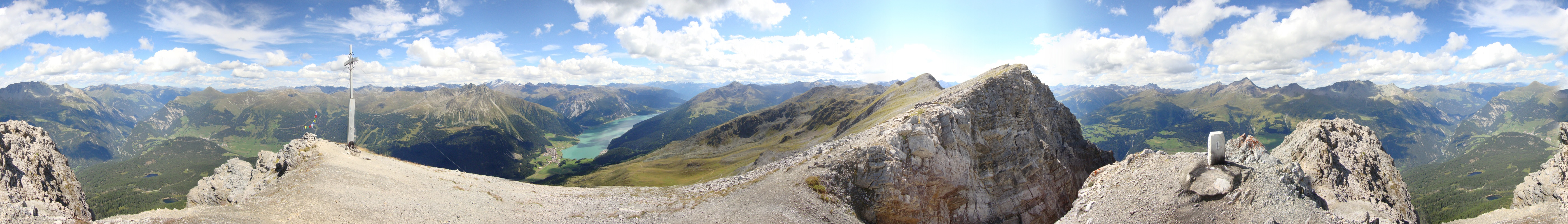
Panorama van op de top van de Piz Lad (2808m). Het Reschenmeer is duidelijk zichtbaar in het zuidoosten.